# Intibucá (Stadt)
Intibucá ist eine Siedlung und eine Gemeinde in Honduras. Sie ist Teil des Departamento Intibucá. 2013 hatte die Siedlung 19.618 Einwohner und die Gemeinde hatte eine Einwohnerzahl von 56.017.
Das Stadtgebiet von Intibucá ist ein wichtiger Transit- und Handelsplatz in der südwestlichen Region von Honduras. Auf 1.850 Metern über dem Meeresspiegel gelegen, hat Intibucá ein kühles und oft nebliges Klima, daher der Spitzname La ciudad del manto blanco (die Stadt des weißen Mantels). Die Kartoffelproduktion, die mit dem jährlichen Festival de la Papa (Kartoffelfest) gefeiert wird, ist die wichtigste Wirtschaftsgrundlage der Gemeinde.

## Geografie
Die Stadt Intibucá ist ununterscheidbar mit der Stadt La Esperanza verschmolzen, dem Oberhaupt der benachbarten Gemeinde La Esperanza und Hauptstadt des Departments. Intibucá ist die ältere der beiden Städte und war ursprünglich eine indigene Lenca-Gemeinde, während La Esperanza die neuere von Mestizen gegründete Gemeinde ist. Obwohl die beiden Städte getrennte Stadtverwaltungen haben, werden sie oft gemeinsam als La Esperanza bezeichnet, da sie nur durch eine Stadtstraße getrennt sind, die die Stadt durchquert. Die Einwohner von Intibucá werden traditionell als intibucanos bezeichnet und die Einwohner von La Esperanza als esperanzanos.

## Geschichte
Zur Zeit der spanischen Eroberung war die Region überwiegend von Lencas bevölkert, deren Herkunft unter Anthropologen und Historikern immer noch umstritten ist. Obwohl die Lencas in der Region die Sprache und die Religion akzeptierten, die ihnen von den Spaniern aufgezwungen wurden, behielten sie viele Elemente ihrer vorhispanischen Kultur bei, einschließlich agrarischer und häuslicher Rituale, Mythen, Glaubensvorstellungen und anderer kultureller Elemente, die die Lencas als eine eigenständige ethnische Gruppe definieren.
Vor der spanischen Eroberung gab es in dieser Region zwei indigene Städte, Lentercali und Eramani, während der Name Intibucá in einem Bericht des Gouverneurs Alonso de Contreras Guevara von Honduras aus dem Jahr 1582 auftaucht. Die spanische Krone ernannte Francisco de Cerdá zum Bürgermeister, um die Region zu regieren und Streitigkeiten unter den Ureinwohnern zu schlichten. In einer Urkunde vom 10. November 1647 grenzte er die Gemeinde Intibucá ab, die auch Dörfer mit Namen des Lenca-Dialekts umfasste. Bei der Bevölkerungszählung von 1791 war Intibucá bereits Gemeindesitz. Am 22. September 1848 wurde es als Dorf kategorisiert. Im Jahr 1866, während der Regierung des Präsidenten José María Medina, wurde es zu einer eigenen Gemeinde des Departamento Gracias ernannt (1943 in Lempira umbenannt). Im Jahr 1883 wurde es eine Gemeinde im neuen Departamento Intibucá.